# 高橋宏貴
高橋 宏貴（たかはし ひろたか、1974年10月29日 - ）は、日本のドラマー。ELLEGARDEN、THE PREDATORS、PAMでドラムスを担当。

## 人物
ロックバンドELLEGARDEN、THE PREDATORS、PAMでドラムスを担当。
個人的にも勢力的に活動しており、数々のツアーサポートやレコーディングに参加している。
自身のブログでは歯に衣着せぬ物言いで、人気を博している。
ラーメン、パンが好物。またELLEGARDENメンバーの細美武士と同じく酒好き。

## 来歴
バンドメンバーとしての活動は「ELLEGARDEN」、「THE PREDATORS」、「PAM」も参照。
1998年
12月31日0時にELLEGARDEN結成。
2008年
ELLEGARDENの活動休止後、Scars Boroughを結成。
2010年
THE PREDATORSに加入。
2016年
Scars Borough活動休止。
2018年
約10年ぶりにELLEGARDENが再始動。サポートアクトにONE OK ROCKを迎えてELLEGARDEN THE BOYS ARE BACK IN TOWN TOUR 2018を敢行。
札幌を中心に活動しているバンド、トリコンドルのギタリスト久米優佑と共に2人組インストバンド「PAM」を結成。

## 所属グループ
ELLEGARDEN
1998年に結成されたロックバンド。2008年から活動休止するが約10年ぶりに2018年より活動を再開。
THE PREDATORS
the pillowsの山中さわお、GLAYのJIROとのスリーピース・ロックバンド。2010年加入。
PAM
久米優佑(トリコンドル)との2人組インストバンド。2018年結成。

## 使用機材
- ドラムセット
  - Ludwig-Musser Classic Maple 22",13",16"
  - dw Collector's Series

22",12",16"
- スネアドラム
  - Gretsch G4160
  - Ludwig-Musser ブラックビューティー

- シンバル
  - PAiSTE 2002 Crash18",20",Ride22

- ハイハット
  - PAiSTE 2002 Medium Hi-Hat

- ドラムスティック
  - LERNI HICKORY 150RS（高橋 宏貴モデル)

- ドラムスローン
  - TAMA